# Station Wiktorowo
Station Wiktorowo is een spoorwegstation in de Poolse plaats Wiktorowo.